# China Horse Club
China Horse Club är en kinesisk partnerskapsgrupp som tillsammans äger kapplöpningshästar.

## Framgångsrika hästar
China Horse Club var en av de fyra ägarna av 2018 års Triple Crown-vinnare Justify. Under 2018 troddes China Horse Club ha cirka 200 medlemmar. 
China Horse Club är även delägare i Life Is Good som bland annat segrat i Breeders' Cup Dirt Mile (2021) och Pegasus World Cup (2022).